# Per Johansson
Per Johansson (n. 25 ianuarie 1963, Borlänge, Taalainmaan lääni, Suedia) este un înotător suedez, medaliat olimpic. A participat la 3 ediții ale Jocurilor Olimpice (1980, 1984, 1988) în care a câștigat 3 medalii de bronz.